# Fabrizio Consoli
Fabrizio Consoli (Seregno, 16 luglio 1964) è un musicista e cantautore italiano.

## Biografia
Dopo gli studi di contrabbasso al Conservatorio Statale Giuseppe Verdi di Milano, negli anni ottanta è session man al fianco di diversi artisti di primo piano della scena musicale italiana, quali Eugenio Finardi, Alice, Cristiano De André, Aida Cooper, Mauro Pagani, Premiata Forneria Marconi, Grazia Di Michele, Massimo Bubola, Gatto Panceri, Elisa Ridolfi e Accademia do Fado. Dagli anni novanta ad oggi ha pubblicato diversi dischi, ha vinto la selezione di Sanremo Giovani '94 guadagnandosi il passaggio al 45º Festival della Canzone Italiana del febbraio successivo (è sul palco del Teatro Ariston per Sanremo 1995 con la canzone Quando saprai), ha scritto e prodotto diverse canzoni di successo (per artisti quali Dirotta Su Cuba ed Eugenio Finardi), ha vinto premi e riconoscimenti come il premio Ciampi 2004 e ha scritto colonne sonore. Nel 2004 esce il secondo lavoro cantautorale, 18 piccoli anacronismi.
Nello stesso anno vince il Premio Ciampi per la miglior interpretazione di un brano del cantautore livornese. Nel giugno 2007 partecipa al München Festival.
Dopo 18 Piccoli anacronismi (2004), e Musica Per Ballare (2009), segue Live In Capetown (2012), ed una fervente attività europea, soprattutto verso Germania, Austria e Svizzera, dove concerti e partecipazioni a grossi festivals sono ormai numerosissimi e la sua musica, un raffinato “crossover” tra jazz, tango, canzone d’autore e un'allegra e malinconica “voglia di Sud America”, è molto apprezzata.
Nel 2016, dopo una lavorazione durata 5 anni, esce ufficialmente l’atteso 10, un coraggioso concept che, rimarcando il legame tra vocazione a sonorità internazionali e radici italiane, rilegge, in chiave laica e contemporanea i 10 comandamenti.
Nell'estate del 2020 annuncia l'uscita di un nuovo lavoro discografico Con Certo Jazz - Live from the Heart of Europe previsto per il 2 ottobre 2020 su etichetta Vrec / Audioglobe distribuzione.
Il 7 dicembre 2022 annuncia l'uscita di Sessions From Detentions disco di inediti e rarità risuonati in chiave acustica che sarà pubblicato il 7 aprile 2023.  Il 7 di ogni mese, a partire da dicembre 2022, saranno svelati alcuni brani del disco a partire dal primo singolo  Via con me, il celebre brano di Paolo Conte, a cui seguirà l’inedito Valentina (7 gennaio 2023), Musica per ballare (7 febbraio 2023), Autogrill (Ibrahimovic) (7 marzo 2023) fino all’uscita di tutto il lavoro.

## Discografia

### Album
- 1990 - La forza dell'amore (Eugenio Finardi)
- 1991 - Millennio (album) (Eugenio Finardi)
- 1993 - Fabrizio Consoli
- 2004 - 18 piccoli anacronismi
- 2009 - Musica per ballare
- 2012 - Live in Capetown
- 2016 - 10
- 2020 - Con Certo Jazz - Live from the Heart or Europe
- 2023 - Sessions from detentions

### Singoli
- 1993 - Maschio latino
- 1995 - Quando saprai
- 1997 - Forgive us